# Svjatlana Tsichanoŭskaja
Svjatlana Heorhijeŭna Tsichanoŭskaja (belarusiska: Святлана Георгіеўна Ціханоўская; ryska: Светлана Георгиевна Тихановская: Svetlana Georgijevna Tichanovskaja), född Piliptjuk (belarusiska: Піліпчук) den 11 september 1982 i Mikasjevitjy i dåvarande Vitryska SSR, är en belarusisk politiker och oppositionsledare som ställde upp som presidentkandidat i presidentvalet i Belarus 2020.
Enligt Belarus valkommission fick sittande presidenten Aleksandr Lukasjenko 80 procent av rösterna i valet 2020, medan Tsichanoŭskaja fick 9,9 procent, ett resultat som Tsichanoŭskaja med flera har bestridit. Omfattande valfusk förekom under detta liksom under tidigare val  och valet ledde till stora protester och demonstrationer i landet. I samband med valet förde Tsichanoŭskaja sina barn till Litauen, till följd av hot som hon hade tagit emot. Hon blev frihetsberövad i sju timmar efter valet och reste efter att ha blivit frisläppt, under hotfulla former till Litauen för att gå i exil.
Den 11 september 2023 tilldelades Tichanovskaja Anna Lindh-priset med motiveringen att hon är en symbol för ett fritt och demokratiskt Belarus.

## Biografi

### Uppväxt
Svjatlana Tsichanoŭskaja föddes som Svjatlana Heorhijeŭna Piliptjuk den 11 september 1982 och växte upp i Mikasjevitjy i dåvarande Vitryska SSR. När hon var tre år skedde kärnkraftsolyckan i Tjernobyl. Eftersom Mikasjevitjy ligger inom det som kallades "zonen", det vill säga, det område som drabbades hårdast av radioaktiva föroreningar, skickades hon i likhet med många andra barn (kallade Tjernobylbarn) till Västeuropa för att komma undan radioaktivt nedfall. Tsichanoŭskaja hamnade i en familj i Irland där hon lärde sig engelska. Senare läste hon till engelsklärare och arbetade med det innan hon och maken skaffade två barn och Svjatlana blev hemmafru.

### Valet 2020 och exil
Tsichanoŭskaja är gift med den belarusiske bloggaren och demokratiaktivisten Siarhej Tsichanoŭskij, som inledningsvis ställde upp i valet 2020. Efter att han gripits, registrerade Svjatlana sig hos valmyndigheten och lyckades samla ihop de 100 000 underskrifter som krävdes för att hon skulle få ställa upp i valet.
Efter valet 2020 flydde Tsichanoŭskaja till Litauen för att undvika att sättas i fängelse. Den 11 augusti bekräftade Litauens utrikesminister Linas Linkevičius att Tsichanoŭskaja var säker i Litauen och menade att hon hade haft få alternativ till att fly landet. Redan efter det att hon hade registrerat sig som presidentkandidat ringde anonyma personer och hotade att sätta henne i fängelse och barnen på barnhem.
Enligt en bekant, Olga Kovalkova, togs Tsichanoŭskaja ut från landet mot sin vilja av belarusiska myndigheter. Flera källor uppger att Tsichanoŭskaja eskorterades ut från Belarus av belarusiska myndigheter som ett villkor för att Tsichanoŭskajas kampanjledare Maryja Maroz skulle släppas från sin arrest. Maroz och Tsichanoŭskaja följdes åt över gränsen till Litauen.
Den 14 augusti släppte Tsichanoŭskaja en video där hon hävdade att hon hade vunnit det belarusiska presidentvalet 2020 med mellan 60 och 70 procent av rösterna. Tsichanouskaja meddelade också bildandet av ett Koordinationsråd för ett demokratiskt maktskifte i Belarus.
Som exilpolitiker har Tsichanoŭskaja rest runt i Europa för att uppvakta västeuropeiska ledare att ta tydlig ställning för ett demokratiskt Belarus. Hon har bland annat träffat Angela Merkel, Emmanuel Macron och på hösten 2020 reste hon till Sverige för att träffa statsminister Stefan Löfven och utrikesminister Ann Linde.
Sviatlana Tsikhanouskaya utsågs till 2023 års Anna Lindh-pristagare.